# 2041
Het jaar 2041 is een jaartal in de 21e eeuw volgens de christelijke jaartelling. Dit jaar start op een dinsdag en Pasen valt dit jaar op 21 april.

## Gebeurtenissen

### Maart
- 10 - Passage van de komeet 14P/Volfa bij Jupiter. De diameter van deze komeet bedraagt ongeveer 4 kilometer.